# История веб-комиксов
История веб-комиксов тесно связана с развитием технологий, искусства и бизнеса в интернете. Первые комиксы начали распространяться онлайн с середины 1980-х годов. Некоторые ранние произведения основывались на печатных комиксах, но когда в середине 1990-х годов Всемирная паутина стала набирать популярность, всё больше художников начали создавать комиксы исключительно для распространения через интернет. К 2000 году множество создателей веб-комиксов добились существенных финансовых успехов, а сам жанр получил признание в художественной среде.
Во второй половине 2000-х годов создание веб-комиксов стало менее выгодным в финансовом отношении из-за роста популярности социальных сетей и отсутствия интереса потребителей к определённым видам сопутствующих товаров. Однако в этот же период набрали популярность платформы для краудсорсинга Kickstarter и Patreon, так что читатели смогли жертвовать деньги создателям веб-комиксов напрямую. В 2010-х годах возросла популярность вебтунов в Южной Корее, где эта форма художественных произведений получила широкое признание.

## Ранняя история (1985—1995)
Самый ранний комикс, распространявшийся в Интернете, — это серия Эрика Милликина Witches and Stitches, которую он начал загружать в сеть CompuServe ещё в 1985 году. Благодаря публикациям в интернете Милликин смог распространять свои работы без оглядки на цензуру издательств и запросы большинства. К 1986 году в сети CompuServe публиковались и другие комиксы, в том числе T.H.E. Fox Джо Экайтиса, фурри-веб-комикс, нарисованный на Commodore 64.
В начале 1990-х художники публиковались через множество различных интернет-протоколов, так как было ещё неясно, какие из них будут использоваться наиболее широко. Например, в 1992 году через Usenet распространялся комикс Ханса Бьордала Where the Buffalo Roam. С помощью этой технологии произведения Бьордала распространялись в университетских городках нескольких штатов США. В 1993 году стала популярной технология World Wide Web Тима Бернерса-Ли; использование Всемирной паутины в этом году выросло на 341 634 %, так что рост использования конкурирующего протокола Gopher на 997 % выглядел довольно скромным. Веб-браузер Mosaic, бета-версия которого появилась в 1993 году, позволял размещать изображения в недавно появившихся форматах GIF и JPEG прямо на веб-страницах. До этого, чтобы просматривать передаваемые через интернет изображения, их нужно было сначала загружать на жёсткий диск.
В 1994 и 1995 годах создатели веб-комиксов, таких, как Jax & Co., NetBoy и Argon Zark!, экспериментировали с форматами, доступными только в Интернете: они рисовали комиксы таких форм и размеров, которые невозможно распечатать на бумаге. В комиксе Jax & Co. Майка Вина появился интерфейс «перелистывания страниц», чтобы читатели рассматривали рисунки по порядку; эта концепция была быстро адаптирована и другими авторами. Также в 1994 году художник, известный как Eerie, разместил на BBS комикс, выполненный в технике ANSI-art.
Рейндер Дийкхейс вспоминал, что к концу 1995 года в интернете распространялись сотни комиксов. Большинство из них были походили на комиксы из университетских газет и существовали недолго. В 1995 году, когда Дилберт стал первым опубликованным в Интернете синдицированным комиксом, тем самым «[придав] определённую легитимность концепции онлайн-комиксов», стало ясно, что Интернет может быть эффективным инструментом для охвата широкой аудитории.

## Второе десятилетие (1995—2005)
В 2000 году Скотт Макклауд выпустил книгу Reinventing Comics, в которой утверждал, что будущее комиксов находится в интернете. Макклауд считал, что Всемирная паутина позволяет использовать для создания комиксов преимущества цифровых медиа; так появилась идея бесконечного холста. К 2008 году стало ясно, что прогнозы Макклауда о бесконечном холсте не были полностью реализованы, но его идеи повлияли на таких художников, как Каетано Гарса и Demian5.
В 1997 году Брайан Макнетт основал компанию Big Panda, предоставлявшую хостинг для веб-комиксов. На Big Panda было размещено более 770 проектов, включая Sluggy Freelance, это был первый крупный портал веб-комиксов. В 2000 году Макнетт закрыл Big Panda из-за отсутствия интереса. Крис Кросби, который в своё время публиковал на Big Panda веб-комикс Superiosity, связался с Макнеттом по поводу создания нового портала веб-комиксов, получившего название Keenspot. Его новый сайт стал очень успешным.
В 2002 году Джои Мэнли основал портал веб-комиксов Modern Tales, конкурента Keenspot, который одним из первых успешно начал продавать веб-комиксы по подписке. По словам Т. Кэмпбелла, в то время казалось, что создание веб-комиксов не может приносить достаточного дохода, количество рекламных заказов упало до рекордно низкого уровня. Портал Modern Tales быстро завоевал популярность, так что Мэнли запустил дочерние сайты Girlamatic и Webcomics Nation. К 2005 году у Modern Tales было 2000 пользователей, каждый из которых платил по 3 доллара в месяц. В том же году на портал Keenspot в день заходило около 125 000 читателей, размещение рекламы приносило более 200 000 долларов США в год. Известные художники комиксов, такие как Карла Спид Макнил и Леа Эрнандес, начали уделять больше внимания интернету, чтобы охватить более широкую аудиторию и создать «онлайн-портфолио».
С распространением веб-комиксов стали появляться и профессиональные награды. В 2000 году на конкурсе Eagle Awards появилась категория «Любимый веб-комикс», а в 2001 году состоялось первое вручение премии Web Cartoonists' Choice Awards. В 2001 году Ignatz Awards также добавили номинацию «Лучший онлайн-комикс», но мероприятие было отменено из-за трагедии 11 сентября, впервые награждение состоялось лишь в 2002 году. В 2005 году категория «Лучший цифровой комикс» наконец появилась и на Eisner Awards, самой престижной премии в индустрии комиксов.

### Веб-комиксы по видеоиграм

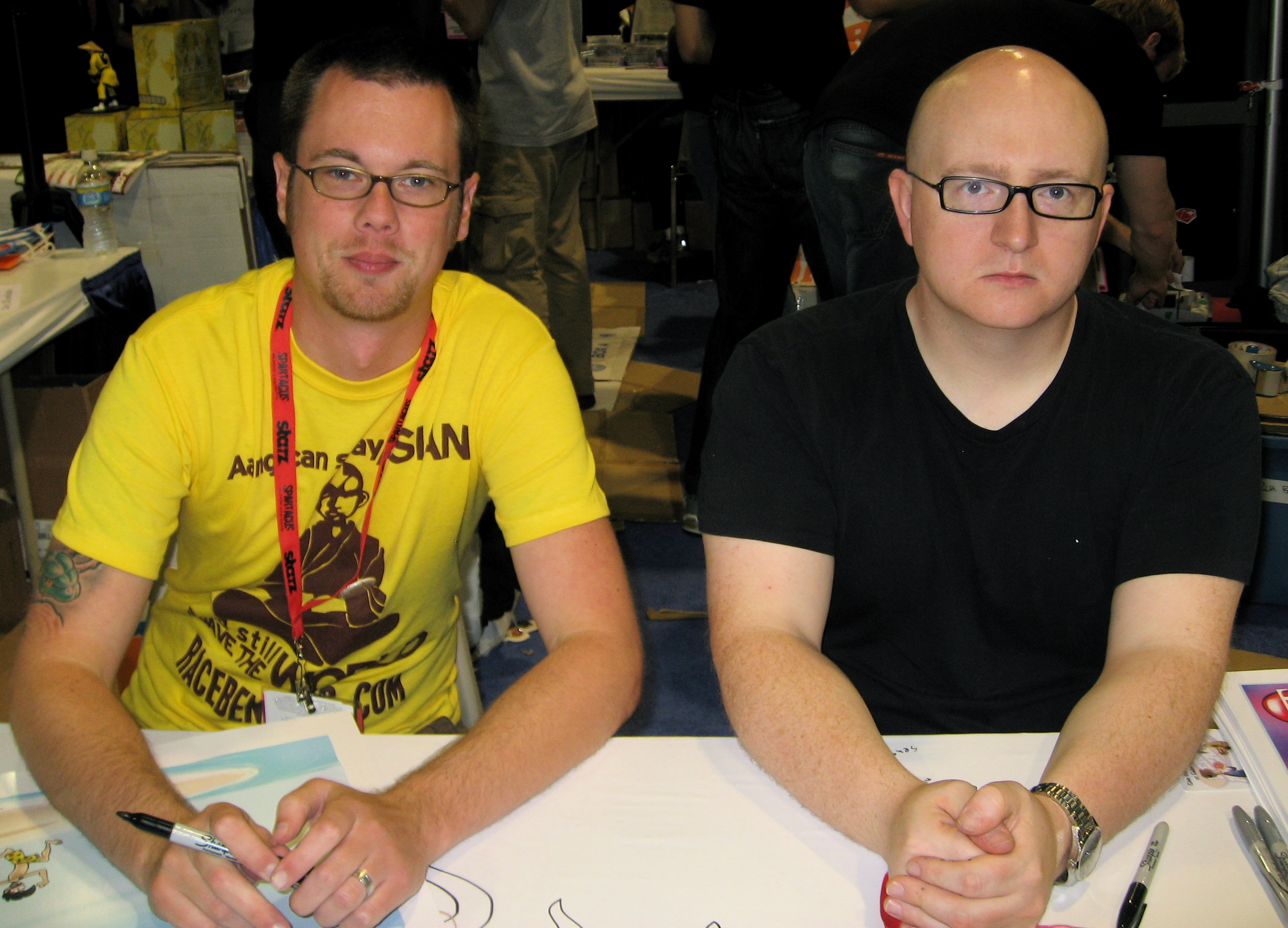
Создатели Penny Arcade Майк Крахулик и Джерри Холкинс.

Во второй половине 1990-х годов сформировался жанр веб-комиксов по видеоиграм. В 1995 году Крис Моррисон опубликовал первый известный веб-комикс по видеоиграм Polymer City Chronicles. К концу десятилетия его примеру последовали и другие, в том числе PvP Скотта Курца в мае 1998 года и спрайтовый комикс Джея Ресопа Neglected Mario Characters в сентябре 1998 года. В ноябре 1998 года дуэт Джерри Холкинса и Майка Крахулика запустил Penny Arcade, комикс, который Них Марагос с сайта 1UP.com назвал «самым популярным, самым прибыльным и самым влиятельным» веб-комиксом по видеоиграм, а Майкл Мегиннис — «одним из наиболее часто имитируемых комиксов».
В начале 2000-х деятельность Penny Arcade вышла за пределы индустрии веб-комиксов. В 2003 году Холкинс и Крахулик основали благотворительную организацию Child’s Play, за первый год её существования удалось собрать более 100 000 долларов США на игрушки для детской больницы Сиэтла. С тех пор благотворительная организация стала ещё более успешной и теперь отправляет игрушки больницам по всей стране. В 2004 году Холкинс и Крахулик организовали Penny Arcade Expo (PAX), ежегодную выставку видеоигр, на которую в первый год пришло около 3000 человек и с тех пор число посетителей постоянно росло.
В апреле 2000 года был выпущен Bob and George Дэвида Анеза — первый спрайтовый комикс, достигший значительной популярности. Однако только после появления 8-Bit Theater Брайана Клевингера этот жанр стал действительно сформировался. Критик Марагос с сайта 1-UP.com писал, что 8-Bit Theater «в полной мере воплотил этот стиль и добился наибольшей популярности». Ларри Круз из Comic Book Resources отметил, что, хотя спрайтовые комиксы по-прежнему довольно популярны, «ни один другой спрайтовый комикс не достиг такой же популярности» с момента прекращения выпуска 8-Bit Theater в 2010 году.

## Недавняя история (начиная с 2005 года)
Брэдли Дейл из The New York Observer в 2015 году отметил изменение методов ведения бизнеса в американской индустрии веб-комиксов. В начале 2000-х создатели веб-комиксов в основном получали прибыль за счёт продажи сопутствующих товаров, например, футболок, но в 2010-х этот подход стал приносить меньше денег. Дороти Гэмбрелл, создательница Cat and Girl, объяснила, что дела шли хорошо до «великой футболочного кризиса 2008 года». Примерно в 2010 году дистрибьютор сопутствующих товаров Topatoco начал расширять ассортимент своей продукции, чтобы продавать не только футболки, в то время как Project Wonderful Райана Норта сделал акцент на рекламе.
Хотя финансовый кризис 2008 года мало затронул индустрию веб-комиксов, в 2010-х годах многие художники начали искать другую работу. В то время как фирма Topatoco стремилась наладить работу с разработчиками видеоигр, создателями подкастов и различных интернет-проектов, некоторые авторы веб-комиксов начали заниматься другими видами творчества. Создатель Toothpaste for Dinner Дрю Фэйрвезер, например, в 2011 году сосредоточился на своём блоге и карьере рэпера, в то время как создатели Amazing Super Powers занялись разработкой видеоигр.
С появлением социальных сетей во второй половине 2000-х годов художникам веб-комиксов стало труднее привлекать аудиторию и просмотры. Создатель комикса Wondermark Дэвид Малки считает, что в 2012 году посещаемость веб-сайтов с комиксами снизилась, так как люди в целом стали меньше посещать тематические сайты. Распространение в социальных сетях, таких как Facebook, привело к росту популярности веб-комиксов, что позитивно сказалось на некоторых из них, но количество посещений непосредственно сайтов авторов было небольшим.
В 2015 году Гамбрелл заявила, что «веб-комиксы мертвы», поскольку период бесплатно размещаемых онлайн комиксов закончился, и индустрия ушла за пределы интернета. Хотя многие успешные создатели веб-комиксов в 2010-х годах не рассматривали онлайн-искусство как полноценную работу, но большинству из них не приходилось беспокоиться о базовых финансовых потребностях. С другой стороны, Сара Дорчак из газеты Gauntlet в 2011 году предположила, что бесплатность веб-комиксов может быть главным фактором снижения экономической успешности традиционных комиксов.

### Краудсорсинг

Появление проекта Patreon стало поворотным моментом для индустрии веб-комиксов.

В 2004 году Р. К. Милхолланд организовал краудсорсинговый проект, чтобы его веб-комикс Something Positive выходил регулярнее. После того, как читатели пожертвовали достаточно денег, чтобы Милхолланд уволился с работы и сосредоточился исключительно на Something Positive, его примеру последовали и другие создатели веб-комиксов. Зак Вайнерсмит, автор Saturday Morning Breakfast Cereal, на Kickstarter собирал средства для своего проекта Single Use Monocles, а видеоигра Hiveswap по мотивам комикса Эндрю Хасси Homestuck собрала в 2012 году более 700 000 долларов США, став самым успешным проектом Kickstarter, связанным с веб-комиксами. Создатели небольших веб-комиксов, таких, как Cucumber Quest и The Antler Boy, часто собирают на Kickstarter по более 50 000 долларов США на печатные публикации.
Важным событием для индустрии веб-комиксов стало появление в 2013 году сервиса Patreon, позволяющего жертвовать деньги непосредственно создателям контента. Вайнерсмит, Норт, Эллисон и Дэйв МакЭлфатрик отмечали, что этот сервис сыграл важную роль в индустрии веб-комиксов, позволил многим художникам регулярно выпускать свои работы онлайн.

### Азиатские веб-комиксы
В начале 2010-х годов во всем мире выросла популярность южнокорейских вебтунов. Благодаря высокоскоростному Интернету и использованию мобильных телефонов в Южной Корее вебтуны пользовались большим спросом. На их основе создавались сериалы, фильмы, онлайн-игры и мюзиклы, сформировался рынок, общим объёмом в несколько миллионов долларов. В 2012 году был создан портал комиксов Tapastic, который принимает переведённые на английский язык вебтуны как веб-комиксы других культур. Naver Corporation, крупнейший в Южной Корее каталог вебтунов, начала размещать их на английском языке в 2014 году.
Примерно в тот же период также значительно выросла популярность индийских и китайских веб-комиксов. В этих странах веб-комиксы часто используются как средство продвижения социальных или политических реформ.